# برايان راسيل
برايان راسيل (بالإنجليزية: Brian Russell)‏ هو لاعب كرة قدم أمريكية أمريكي، ولد في 5 فبراير 1978 في ويست كوفينا في الولايات المتحدة.

## وصلات خارجية
- برايان راسيل على موقع مرجع كرة القدم المحترفة.كوم (الإنجليزية)